# Partido Humanista (México)
O Partido Humanista (PH) foi um partido político Mexicano estabelecido em 2014, que foi extinto em 2015.